# Pinsà rosat de la Xina
El pinsà rosat de la Xina (Carpodacus dubius) és una espècie d'ocell de la família dels fringíl·lids (Fringillidae) que ha estat considerat coespecífic amb Carpodacus thura. Habita matolls i sotabosc de l'est del Tibet i centre i oest de la Xina.

## Taxonomia
S'han descrit tres subespècies:
- C. d. deserticolor (Stegmann, 1931). Xina central.
- C. d. dubius Przewalski, 1876. Xina occidental.
- C. d. femininus Rippon, 1906. Est del Tibet i sud-oest de la Xina.

Aquestes subespècies eren incloses a Carpodacus thura fins als treballs de Rasmussen et Anderton 2005.